# Approximationssatz von Dixmier
Der Approximationssatz von Dixmier, benannt nach Jacques Dixmier, ist ein Satz aus der mathematischen Theorie der Von-Neumann-Algebren. Er besagt, dass man mittels Konvexkombinationen der unitär Konjugierten eines Elementes einer Von-Neumann-Algebra ein Element des Zentrums approximieren kann.

## Formulierung des Satzes
Es seien {\displaystyle U} die Gruppe der unitären Elemente und {\displaystyle Z} das Zentrum einer Von-Neumann-Algebra {\displaystyle A}. Dann gilt für jedes Element {\displaystyle a\in A}
{\displaystyle {\overline {\mathrm {conv} (\{uau^{*}|\,u\in U\})}}\cap Z\not =\emptyset }.
Dabei bezeichnet {\displaystyle \mathrm {conv} } die Bildung der konvexen Hülle und der Querstrich den Normabschluss.
Zusatz: Ist {\displaystyle A} eine endliche Von-Neumann-Algebra, so ist obiger Durchschnitt einelementig. Er besteht aus dem Bild der Spur von {\displaystyle a}.

## Anwendungen
- Die Tatsache, dass für endliche Von-Neumann-Algebren der Durchschnitt des Normabschlusses der konvexen Hülle der Elemente {\displaystyle uau^{*}} mit dem Zentrum einelementig ist, kann verwendet werden, die Existenz der Spur zu zeigen. Jedes Element der Von-Neumann-Algebra wird auf das eindeutig bestimmte Element dieses Durchschnitts abgebildet, das definiert die Spur. Dieses Vorgehen ist im angegebenen Lehrbuch von Kadison und Ringrose ausgeführt.
- Mit Hilfe des Approximationssatzes von Dixmier kann man zeigen, dass für eine Von-Neumann-Algebra {\displaystyle A} mit Zentrum {\displaystyle Z} die Abbildung

{\displaystyle M\mapsto Z\cap M}
eine Bijektion von der Menge aller maximalen, zweiseitigen Ideale von {\displaystyle A} auf die Menge der maximalen Ideale des Zentrums ist.